# Alberto Posadas
Alberto Posadas est un compositeur espagnol né en 1967.

## Biographie
Alberto Posadas est né en 1967 à Valladolid, où il entame ses premières études musicales qu'il continue ensuite à Madrid.
En 1988, il rencontre Francisco Guerrero Marin, auprès duquel il étudie la composition et qu'il considère comme son authentique maître. Cette rencontre représente une étape importante dans sa carrière. Avec la complicité de Francisco Guerrero, il explore de nouvelles formes musicales grâce à l'utilisation de techniques telles que la combinatoire mathématique et la théorie fractale.
Cependant, son autodétermination et sa quête constante pour l'intégration de l'esthétique dans ces procédés mathématiques l'ont amené à rechercher encore d'autres modèles pour la composition, notamment la transposition en musique d'espaces architecturaux, l'application de techniques issues de la topologie et de la peinture dans une relation à la perspective, ou encore l'exploration des phénomènes acoustiques des instruments de musique à un niveau microscopique.
Il développe également une musique électroacoustique, dans un cheminement très personnel, à travers plusieurs projets dont Liturgia de silencio (1995), puis Snefru ou encore Versa est in luctum (2002).
Plus récemment, son intérêt pour l'implication du mouvement dans la transformation électronique du son le pousse à participer à un projet multidisciplinaire impulsé par l'IRCAM à Paris et qui devrait être créé en 2009.
En 2006, Alberto Posadas est lauréat d'une bourse de la Casa de Velázquez à Madrid, qui lui permet de réaliser, conjointement avec Andrès Gomis, un projet de recherche autour de nouvelles techniques de jeu au saxophone basse et leur application dans la composition pour cet instrument.
L'œuvre de Posadas est presque entièrement dévolue au genre instrumental dans ses formes les plus variées : solo, duo, quatuor, ensemble, concerto, orchestre, etc.
L'année 1993 est le début de sa carrière internationale : ses œuvres sont jouées en Autriche, Allemagne, États-Unis, Suisse, Portugal, France, Canada, Belgique, etc. C'est en Belgique, au Festival Ars Musica à Bruxelles, que son quatuor à cordes A silentii sonitu est primé (Prix du public 2002).
Plusieurs de ses œuvres ont été commandées par des festivals tels que Agora (Paris), Festival de Donaueschingen, Festival Musica (Strasbourg), Ars Musica (Bruxelles) ainsi que par l'Ensemble intercontemporain, à la suite de la sélection du Comité de lecture de l'IRCAM 2003-2004.
Par ailleurs, il a bénéficié de commandes personnelles émanant de musiciens qui sont à l'origine d'une part non négligeable de son catalogue de pièces solo ou de musique de chambre. Citons parmi eux Esteban Algora, Andrès Gomis, Alexis Descharmes ou l'ensemble Oiasso Novis, dont les pièces qu'ils ont créées confirment le lien privilégié entre le compositeur et l'interprète.
La musique d'Alberto Posadas a été programmée au Wiener Musikverein à Vienne, aux Encontros Gulbenkian à Lisbonne ainsi que dans de nombreux festivals mentionnés précédemment. Ces œuvres ont été créées par des ensembles et des orchestres de renommée internationale tels que l'Ensemble intercontemporain, l'Ensemble 2E2M, l'Itinéraire, l'ensemble Court-Circuit, le Nouvel Ensemble Moderne, le quatuor Arditti, l'Orchestre National de France, l'Orchestre Philharmonique du Luxembourg, sous la direction de chefs prestigieux comme Arturo Tamayo, Pascal Rophé, Beat Furrer, pour ne citer qu'eux.
Il travaille actuellement à différentes commandes : une pièce pour danse, vidéo et ensemble avec électronique en temps réel, pour l'IRCAM (création prévue en 2009 au Festival Agora, Centre Pompidou à Paris); un cycle de quatuors à cordes pour le Festival Musica à Strasbourg en coproduction avec Casa da Musica de Porto et le CDMC de Madrid (création en 2008); un concerto pour saxophone et orchestre pour l'Orquesta de la Comunidad de Madrid, commandé par la Fundación Autor Spain (création en 2008-2009).
Depuis 1999, son œuvre est publiée par les Éditions Musicales Européennes, Paris, dont le site web (www.emepublish.com) permet de consulter en permanence le catalogue et la discographie du compositeur.
Depuis 1991, Alberto Posadas est professeur d'analyse, d'harmonie et de composition et il est régulièrement invité comme conférencier dans des cursus de musique contemporaines (Université de Montréal, Aula de Música of Alcalá University (Madrid), Fundación Universidad de verano de Castilla y León, E. T. S. de Ingenieros of Autónoma University, Madrid, International Contemporary Music Festival of Alicante, Quincena Musical of San Sebastián, « Encontres » International Festival of Balearic Islands, etc.)
Il enseigne comme professeur au Conservatoire de musique de Majadahonda à Madrid.

## Esthétique de l’œuvre
Trois lignes compositionelles s'entrelacent dans les différents opus de son œuvre.
La première est basée sur l'utilisation de techniques issues des mathématiques et de la physique dans le processus de composition, en commençant par des systèmes combinatoires pour évoluer vers la mise en œuvre de la théorie fractale. Cette rencontre entre mathématiques et musique vient d'une volonté de traduire et d'adapter à la musique certains systèmes qui régulent la nature. On retrouvera cette voie dans Apeiron pour orchestre, A silentii sonitu pour quatuor à cordes ou Invarianza pour ensemble.
La seconde examine les possibilités acoustiques de chaque instrument, au niveau microscopique du grain sonore, pour la génération et le contrôle du matériau musical. Ceci transparaît particulièrement dans des pièces solo telles que Eridsein pour flûte, Sínolon pour clarinette ou Anábasis pour saxophone ténor.
Enfin, la troisième ligne de recherche tente d'établir un lien entre la musique et d'autres arts tels que l'architecture. L'association entre l'espace et le temps est invoquée par la réutilisation en musique de paramètres architecturaux (quote et proportion). C'est ainsi que des pyramides égyptiennes ont pu servir de modèle pour des pièces telles que Snefru pour accordéon et électronique ou Nebmaat pour saxophone, clarinette et trio à cordes. Quant à la relation à la peinture, c'est plus particulièrement l'anamorphose, une technique de perspectique qui servira de base à un procédé de transformation musicale de type topologique. Cette approche a été matérialisée dans une pièce récente dont le titre Anamorfosis y fait directement allusion.

## Prix
- 2011 Prix national de musique